# Ufficiali di Torre

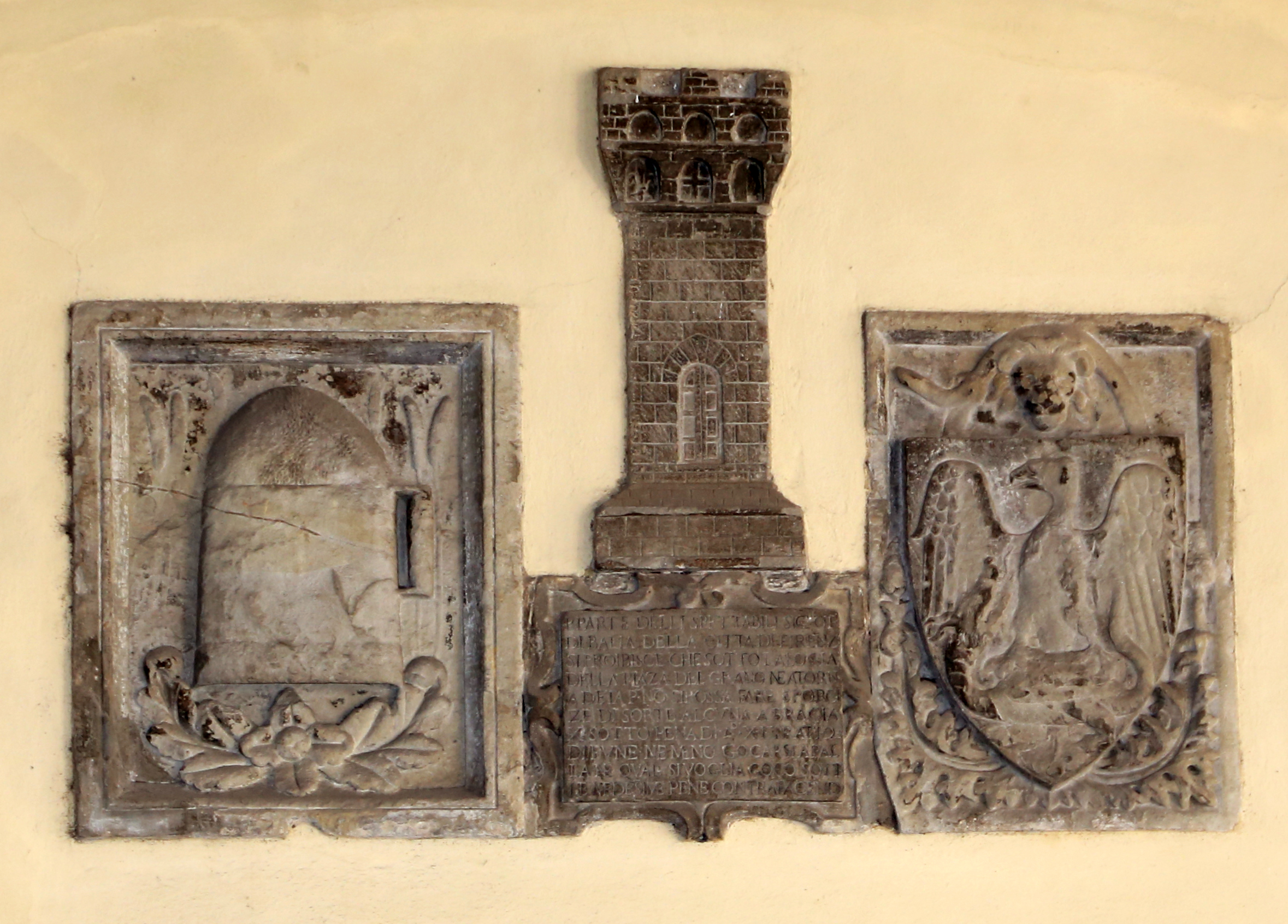
Lo stemma degli Ufficiali di Torre tra quelli dello staio e della Parte Guelfa, nella loggia del Grano a Firenze

Gli Ufficiali di Torre erano una magistratura della Repubblica di Firenze.

## Storia
All'interno dei Capitani di Parte Guelfa, magistratura con iurisdizione civile e penale che economicamente era potentissima grazie alle confische dei beni dei ghibellini cacciati, esisteva la sezione degli Ufficiali di Torre. Essi erano nati per sovrintendere, dopo la battaglia di Benevento e la cacciata dei Ghibellini, per la demolizione delle torri degli avversari, per lo più nella zona in cui venne fatta la spianata di piazza della Signoria. 
Gli Ufficiali di Torre successivamente ebbero l'attività di controllo sulle licenze commerciali, oltre alla costruzione  e manutenzione delle strutture pubbliche, quali strade, piazze, ponti ed edifici di pubblica utilità. In questa veste il loro stemma, fatto da una torre con merlatura guelfa, appare ancora oggi in edifici quali il Ponte Vecchio e la Loggia del Grano.